# Caldono
Caldonó est une municipalité située dans le département de Cauca, en Colombie.